# ヴァレンティナス・マズロニス
ヴァレンティナス・マズロニス（Valentinas Mazuronis、1953年11月18日 - ）は、リトアニアの建築家で政治家。2014年より欧州議会議員を務めている。

## 経歴
1960年から1971年までウテナ第1中等学校、1971年から1976年までヴィリニュス国立芸術研究所で学んだ。1976年から1977年までソ連軍にて兵役。その後シャウレイのテレビ工場で働いた後、建築家となった。1991年、自身の会社を設立。
リトアニア建築家連合の会員であり、ロータリークラブの会員でもある。リトアニア語のほかロシア語と英語を話す。

## 政治家として
1993年よりリトアニア自由連合党員、シャウレイ市支部長。2001年より自由民主党（後に「秩序と正義」に改称）党員、副党首。2002年から2003年まで同党党首を務めた。2003年より副党首。2015年、パクサス党首との確執を理由に「秩序と正義」を離党し、労働党に入党。2015年、労働党党首に就任。
1990年から1995年までシャウレイ自治体議会議員、1995年から2003年までシャウレイ市議会議員。2004年から国会議員。国会議員として3期目となる2012年からは環境相を務めている。2014年の欧州議会議員選挙で欧州議会議員に選出され、リトアニア環境相を辞任した。
2015年、労働党党首に就任。2016年、リトアニア国会議員選挙で労働党が比例区で5%条項を突破することができなかったことから、党首を引責辞任した。

## 家族
妻は心理学者のダヌテ。息子はエンジニアで政治家のアンドリュス（1979年生まれ）と建築家のロカス。